# Взор през огледалото
Взор през огледалото е първата тетралогия на австралийския писател Йън Ървайн, в която се описва Историята от трите свята.

### Книги от поредицата
1. Сянка по стъклото (A Shadow on the Glass) (1998) (ISBN 954-585-622-X)
2. Кулата върху разлома (The Tower on the Rift) (2000) (ISBN 954-585-645-9)
3. Тъмна е луната (Dark is the Moon) (2001) (ISBN 954-585-676-9)
4. Пътят между световете (The Way Between the Worlds) (2001)

### Трите свята
Цялото действие, което се описва в романите от поредицата се върти около трите свята. Техните имена са:
- Сантенар или Сант (Santhenar или Santh) – най-малкия от трите свята. На него се развива почти цялото действие, описано в книгите. Първоначално този свят е обитаван само от Коренната раса, а след това на него се появяват и представители на другите три раси.
- Аакан (Aachan) – Първоначално този свят е обитаван само от аакимите, а по-късно е завладян от кароните. След завладяването аакимите биват изцяло подчинени от кароните. Някои от аакимите се пренасят на Сантенар, за да се спасят.
- Талалейм (Tallallame) – Това е светът обитаван от расана на фейлемите. В поредицата той е описан най-малко.

### Раси
В книгите са описани четири раси хора, които обитават трите свята. Имената на расите са:
- Коренна раса (Old human) – Представителите на тази раса обитават света Сантенар, където се развива основното действие, описано в книгите от поредицата. За разлика от другите раси, те не са успели да напуснат родния си свят. Това е най-многочислената раса.
- Аакими (Aachim) – Това е расата, която първоначално населява света Аакан. Техният свят е покорен от кароните и част от тях напуска своя роден свят, за да се засели на Сантенар. За аакимите е типично занаятчийството и инженерството. След като на Сантенар аакимите достигат разцвета си, те претърпяват голям упадък и се оттеглят в тайни укрепени градове в планините.
- Карони (Charon) – Те напускат своя роден свят и завземат Аакан, родната планета на аакимите, като заробват местното население.
- Фейлеми (Faellem) – Първоначално те обитават света Талалейм. Група фейлеми остава затворена на Сантенар и дълго време се опитва да го напусне, за да се върне на родната си планета.

### Главни герои
- Каран (Karan)
- Лиан (Llian)
- Фейеламор (Faelamor)
- Мейгрейт (Maigraith)
- Малиен (Malien)
- Игър (Yggur)
- Шанд (Shand)
- Тенсор (Tensor)
- Талия (Tallia)
- Мендарк (Mendark)
- Рулке (Rulke)
- Надирил (Nadiril)
- Лилис (Lilis)